# Djurkiv, Colomeea
Djurkiv (în ucraineană Джурків) este localitatea de reședință a comunei Djurkiv din raionul Colomeea, regiunea Ivano-Frankivsk, Ucraina.

## Demografie
Componența lingvistică a localității Djurkiv
     Ucraineană (98,94%)
     Alte limbi (0,98%)
Conform recensământului din 2001, majoritatea populației localității Djurkiv era vorbitoare de ucraineană (98,94%), existând în minoritate și vorbitori de alte limbi.

## Personalități născute aici
- Mihail Mihailovici Prusak (n. 1960), politician rus, fost membru al Sovietului Suprem și fost guvernator al Regiunii Novgorod.